# Papado de Avinhão

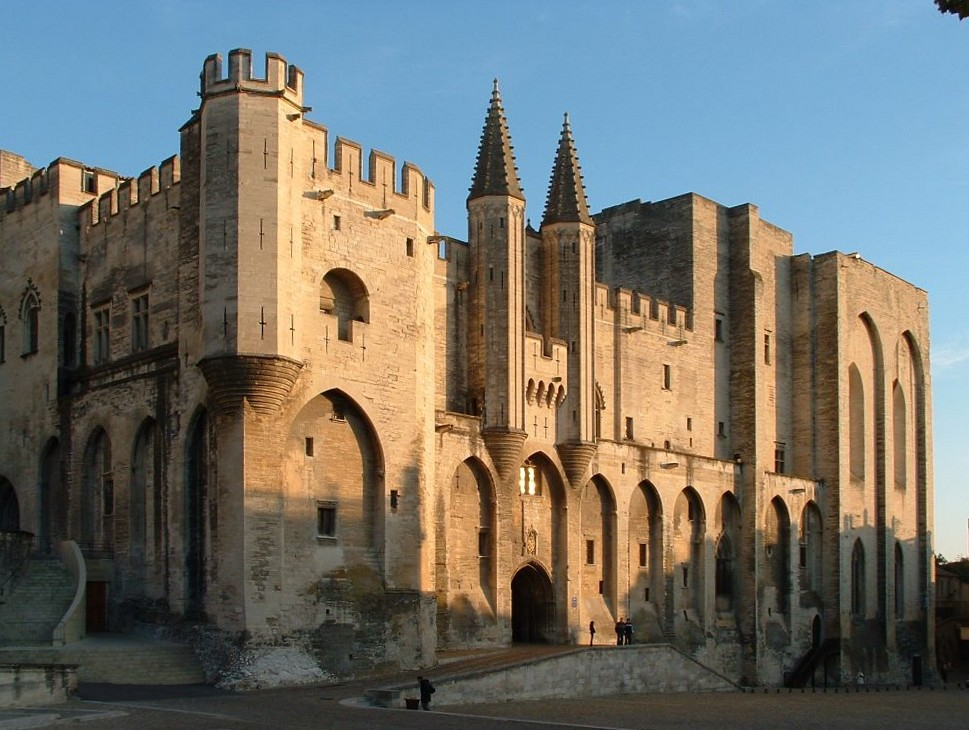
O Palácio dos Papas de Avinhão.

O Papado de Avinhão, conhecido também como "Cativeiro de Avignon" ou ''Papado de Avignon'', diz respeito a um período da história do papado e da Igreja Católica, compreendido entre 1309 e 1377, quando a residência do papa foi alterada de Roma para Avinhão. À medida que o poder real foi se fortalecendo na França, surgiram conflitos com a Igreja. Durante o reinado de Filipe IV de França, o Belo (1285-1314), registou-se um choque entre esse soberano e o então Papa Bonifácio VIII. O Papa não permitia que o rei cobrasse tributos da igreja francesa. O sucessor do Papa Bonifácio VIII, Clemente V, foi levado (sem possibilidade de debate) pelo rei francês a residir em Avinhão, dando origem aos papas franceses que viveram naquela cidade.
Este episódio é conhecido como a "Crise de Avinhão", dando início ao período chamado de "cativeiro babilônico dos papas" (ou da Igreja), uma alusão ao exílio bíblico de Israel na Babilônia. Este apelido é controverso pelo que se refere à crítica expressa do facto de a prosperidade da Igreja deste tempo ter sido acompanhada de um profundo compromisso da integridade espiritual do papado, especialmente no que toca à alegada submissão dos poderes da Igreja às ambições do rei francês. Por coincidência, o "cativeiro" dos papas em Avinhão durou aproximadamente o mesmo tempo que o exílio dos Judeus na Babilônia, (ver: Cativeiro Babilônico) tornando a analogia ainda mais conveniente e retoricamente poderosa.
O rei Filipe IV de França conseguiu que fosse eleito papa um francês em 1305 (que adotou o nome de Clemente V) e, em 1309, persuadiu-o a deslocar a sede papal de Roma para Avinhão, às margens do rio Ródano.

## Os Papas em Avinhão
Sete papas residiram em Avinhão:
| n.º   | Papa                   | Nome do Papa em latim      | Nome de nascimento       | Local de nascimento          | Data de nascimento | Início do pontificado  | Fim do pontificado     |
| 195.º | Clemente V             | Clemens Quintus            | Bertrand de Got          | Bordeaux (França)            | 1264               | 5 de junho de 1305     | 20 de abril de 1314    |
| 196.º | João XXII              | Ioannes Vicesimus Secundus | Jacques d'Euse           | Cahors (França)              | 1249               | 7 de setembro de 1316  | 4 de dezembro de 1334  |
| 197.º | Bento XII, O.Cist.     | Benedictus Duodecimus      | Jacques Fournier         | Saverdun (França)            | 1255               | 20 de dezembro de 1334 | 25 de abril de 1342    |
| 198.º | Clemente VI O.S.B.     | Clemens Sextus             | Pierre Roger             | Rosiers-d'Égletons (França)  | 1291               | 7 de maio de 1342      | 6 de dezembro de 1352  |
| 199.º | Inocêncio VI           | Innocentius Sextus         | Étienne Aubert           | Beyssac (França)             | 1300               | 18 de dezembro de 1352 | 12 de dezembro de 1362 |
| 200.º | Beato Urbano V, O.S.B. | Urbanus Quintus            | Guillaume de Grimoard    | Le Pont-de-Montvert (França) | 1310               | 28 de dezembro de 1362 | 19 de dezembro de 1370 |
| 201.º | Gregório XI            | Gregorius Undecimus        | Pierre Roger de Beaufort | Rosiers-d'Égletons (França)  | 1331               | 30 de dezembro de 1370 | 27 de março de 1378    |

Em 1377 a residência do papa foi transferida de volta para Roma por Gregório XI, que faleceu um ano depois, enquanto um papa rival era eleito em Avinhão. Houve um período de controvérsia entre 1378 e 1414 ao qual escolásticos católicos se referem como o "Cisma Papal", ou, "A grande controvérsia dos AntiPapas" (também chamado "o segundo Grande Cisma" ou Grande Cisma do Ocidente por muitos historiadores protestantes ou seculares), quando facções da igreja católica se dividiram quanto aos vários pretendentes a Papa. O Concílio de Constança, em 1414 resolveu finalmente esta controvérsia, desmantelando os últimos vestígios do papado de Avinhão.
O vinho Châteauneuf du Pape, significando "o novo castelo do Papa", tem o seu nome da nova residência do antipapa em Avinhão.